# المنقولات
مجموعة منافذ (بالإنجليزية: Ports collections)‏ أو المنقولات، هي مجموعة من ملفات البناء والرقع التي تقدمها أنظمة التشغيل المعتمدة على أنظمة بي اس دي، ومن أكبر الامثلة عليها الفري بي اس دي والاوبن بي اس دي، والنت بي اس دي، كأسلوب بسيط لتركيب البرمجيات أو إنشاء حزم ثنائية. لكل جهاز عده منافذ لعبور وتبادل البيانات والتواصل بينه وبين الحواسيب الأخرى، فكل خادم أو تطبيق لديه منفذ معين يستخدمه لارسال واستقبال بياناته، وذلك لتنظيم. مثلا، خدمة الويب غالبا ما تكون على المنفذ 80، وخدمة الملفات تكون على المنفذ 21. وهي مداخل أمنيّـة للمحافظه على البيانات والمعلومات داخل السيرفرات. وكل تطبيق يكون له منفذ معين. فبالتالي عندما تأتي بيانات للجهاز على منفذ معين، فسوف يعرف الجهاز لأي تطبيق تنتمي هذه البيانات ويقوم بإرسالها لهذا التطبيق الذي يقوم بمعالجتها. يوجد العديد العديد من البورتات الموجودة لكنها تكون مغلقة وذلك لعدم وجود داعي من استخدامها، فان أردت أن تستخدم أحدها يجب أن تقوم بفتح المنفذ الخاص بالخدمة أو التطبيق ليعمل.